# إليزابيث فيدال
إليزابيث فيدال (بالفرنسية: Élizabeth Vidal)‏ هي مغنية ومغنية أوبرا فرنسية، ولدت في 10 يونيو 1960 في نيس في فرنسا.

## وصلات خارجية
- الموقع الرسمي
- إليزابيث فيدال على موقع ميوزك برينز (الإنجليزية)
- إليزابيث فيدال على موقع أول ميوزيك (الإنجليزية)
- إليزابيث فيدال على موقع ديسكوغز (الإنجليزية)